# ロン・レーガン
ロナルド・プレスコット・レーガン（Ronald Prescott Reagan, 1958年5月20日 - ）は、アメリカ合衆国のリベラル派の政治コメンテイター、放送出演者である。彼はKIROとエア・アメリカ・メディアの元ラジオ司会者で政治アナリストであり、毎日3時間の自身の番組の司会を務めた。また彼はMSNBCのコントリビューターでもある。彼のリベラル的な見解は父で保守派のアイコンである第40代アメリカ合衆国大統領のロナルド・レーガンとは対照的である。

## 生い立ちと教育

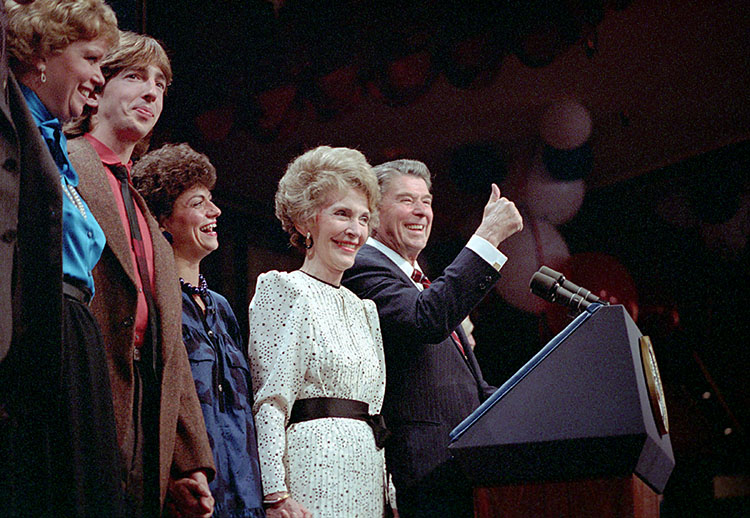
ロサンゼルスのセンチュリー・プラザ・ホテルで父の再選を祝うレーガン（左から2番目

レーガンは1958年5月20日にカリフォルニア州ロサンゼルスのシダーズ＝シナイ・メディカル・センターで生まれた。彼はロナルド・レーガンとその後妻のナンシー・レーガンの末っ子である。父がカリフォルニア州知事を務めていた1967年から1975年までのあいだはサクラメントに住んでいた。姉のパティ・デイヴィスは5歳年上である。また兄のマイケル・レーガンはロナルド・レーガンと前妻のジェーン・ワイマンが幼児期に養子にしたもので、13歳年上である。またレーガンとワイマンのあいだに生まれたモーリーン・レーガン（1941年-2001年）、1947年6月26日に早産で生まれて同日中に無くなったクリスティン・レーガンという異母姉がいた。
ロン・レーガンは幼少期から父とは異なる哲学的、政治的な道を歩んできた。12歳の時には無神論者であるためにもう教会には行かないと両親に告げた。
レーガンはザ・ウェッブ・スクール・オブ・カリフォルニアに通い、退学処分となった。彼は以下のように語った:
彼ら（学校運営者）は私が他の子供たちに悪影響を与えると考えていたのでしょう。確か、近所の女子校のダンスにクラスメートの車で行ったけど、それがその直接的な理由だった。これは違反行為だった。彼らは口実を探していたのだ。私は捕まった事はないのだけど。
レーガンはバレエダンサーを目指すために1976年にイェール大学を1学期で中退した。彼は夢のためにジョフリー・バレエに入団し、初級者向けのジョフリーIIダンサーズに参加し、サリー・ブレイリーから指導を受けた。1980年に『タイム』誌から「ロンの両親は息子のバレエ公演を一度も見ることがなかったことで広く知られている。彼は明らかに非常に優れており、ジョフリーの2番目のカンパニーに選ばれたが、それでも彼らの息子だ。ロンは両親についてとても愛情を込めて話している。しかし彼らの不在は奇妙であり、以前まで遡る」と書かれた。1981年5月18日、リスナー・オーディトリアムで行われたロンの公演をレーガン夫妻は観に行った。ロナルド・レーガンはこの日のホワイトハウスでの日記でロンのパフォーマンスはフレッド・アステアを彷彿とさせる「すごくいい」ものだったと評した。
レーガンは父の大統領就任前の22歳の時点で結婚しており、ホワイトハウスに住んだことは無かった。彼は父が大統領に就任してから18月間、シークレットサービスの保護を取り下げた。

## キャリア
1986年2月、レーガンは『サタデー・ナイト・ライブ』のエピソードで司会を務めた。
1989年に父がホワイトハウスを去った後からレーガンはより政治的な活動をするようになった。父とは対照的に彼の見解は臆面もなくリベラルであった。2009年の『ヴァニティ・フェア』のインタビューでロンは父の任期中に政治的な発言をしなかったのは報道陣が「私の意見などそういうものとして気にも留めず、彼に関連するものとしてしか報道しなかったから」と述べ、「政治的な父と仲が悪かったという印象を与えたくなかった」と付け加えた。1991年、レーガンはその時々の政治問題を扱うシンジケーションの深夜トーク番組『The Ron Reagan Show』で司会を務めたが、『The Arsenio Hall Show』や『The Tonight Show Starring Johnny Carson』、『Nightline』といった高視聴率番組に対抗できずに短期間で打ち切られた。
その後のレーガンは雑誌ジャーナリストとして活動するほか、アニマルプラネットなどのケーブルテレビのトーク番組で司会を務めた。彼はイギリスのBBCの『 Record Breakers』（『ギネス世界記録』に基づく）) の共同司会を務めたことで知られる。レーガンは毎週アメリカからのレポートを発表していた。
彼は1989年にスーザン・サランドンやクリストファー・リーヴによって設立されたクリエイティヴ・コリーションの理事を務めている。2005年から12月まではMSNBCで『Connected: Coast to Coast with Monica Crowley』で共同司会を務めた。
2008年9月8日から2010年まではエア・アメリカ・メディアで『The Ron Reagan Show』が放送された。
2011年に彼は著書『My Father at 100: A Memoir』を発表した。この本を宣伝するインタビューの中でレーガンは父がある精神的な失調をきたしていたことに気付いたと述べ、後から考えると任期中にすでにアルツハイマー病の初期段階だったのかもしれないと推測するようになった。この主張は兄のマイケル・レーガンを含む批判者から攻撃された。その後ロンはその経過を「認知症」の証拠とは感じていないと表明した。

## 政治的活動
レーガンは政党に所属していないが、民主党に投票している。
2004年7月、レーガンは民主党全国大会で連邦政府が資金提供し、父の死因のアルツハイマー病などの治療法の発見が期待される胚性幹細胞の研究に対するブッシュの制限を解除することへの支持を表明した。レーガンは制限について「この驚くべき未来を妨害する人々がいる。基礎研究に不可欠な連邦政府の資金を否定しようとする人々がいる」このような人たちの一部は言うまでもなく政治的な斧をすりつぶしているだけであり、彼らは自分を恥じるべきだ」と語り、「我々は未来と過去、理屈と無教養、真の思いやりとただのイデオロギーのどちらかを選択できるのだ」と続けた。ナナのナンシーもこの立場を支持した。
2004年9月、『サンデー・ヘラルド』紙でレーガンはジョージ・W・ブッシュ政権が「ホワイトハウスに入るために不正を働いた。アメリカ人が自分たちの政府について考えたくもないことだ。私の感覚では彼らは一般大衆に対して敬意を払っていない。彼らは革命的な考えを持っている。彼らは勝つためなら、嘘でも不正でも何でも、自分たちの革命的な目的によって正当化されると感じているのだろう」と語り、ブッシュが父の評判を「ハイジャック」していることを恐れた。
レーガンは後に『エスクァイア』誌で「The Case Against George W. Bush by Ron Reagan」というエッセイを書いた。レーガンは2004年大統領選挙では民主党候補のジョン・ケリーに投票した。2008年大統領選挙ではイリノイ州選出連邦上院議員のバラク・オバマを支持した。2016年民主党予備選挙ではバーモント州選出連邦上院議員のバーニー・サンダースの支持を表明した。
2020年初頭、レーガンは『デイリー・ビースト』で父ならドナルド・トランプに反対していただろうと述べ、「父はこの共和党を恥じるだろう」、「アメリカ合衆国大統領が今ホワイトハウスを占領している男のように無能で売国奴であることを恥じて、肩身の狭い思いをするだろう」と発言した。

## 私生活

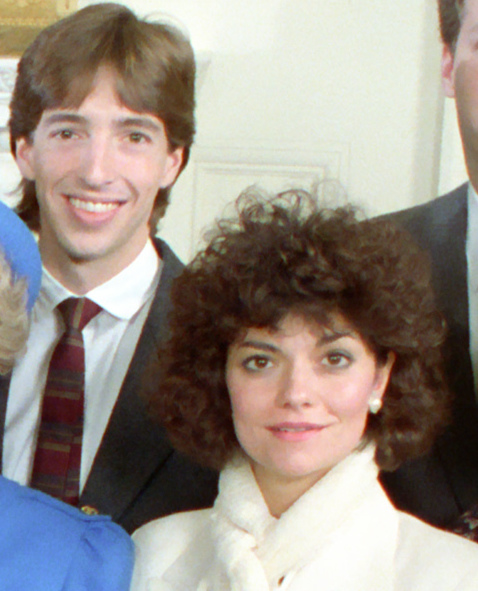
レーガンと妻のドリア（1985年）

レーガンはシアトルに住んでいる。レーガンは1980年に臨床心理士のドリア・パルミエリ（Doria Palmieri）と結婚した。彼女は2014年に神経筋疾患で亡くなった。2人には子供がいなかった。レーガンは2018年7月にフェデリカ・バザーニ（Federica Basagni）と再婚した。
2004年にレーガンは『ニューヨーク・タイムズ』紙のインタビューで自分は宗教的な主張はないが仏教に共感しており、妻は仏教徒であると答えた。2004年6月23日のCNNの番組『ラリー・キング・ライブ』のインタビューでレーガンは自分が公職に立候補しない理由について、「私は無神論者だ。（中略）世論は皆、無神論者を選ばないと言っているので私は何にも選ばれない」と語った。
2010年2月、彼は宗教からの自由財団の名誉委員に選出された。2014年5月、彼はコメディ・セントラルで放送された宗教からの自由財団の広告に出演し、自身は「地獄で焼かれることを恐れない」「臆面もない無神論者」であると宣言した。この広告は2019年10月にCNNで放送された第4回2020年民主党大統領討論会で再び注目を集めた。またこの広告は2020年1月から3月のCNNの民主党討論会で流れた。

## 関連文献
- Reagan, Nancy. My Turn: The Memoirs of Nancy Reagan (1989), with William Novak.
- H. W. Brands Reagan: The Life (2015) p. 743 says "she wrote one of the most candid and at times self-critical memoirs in recent American political history."